# Draco melanopogon
Draco melanopogon es una especie de lagarto de la familia Agamidae. Se disitribuye por el sudeste de Asia: sur de Tailandia, oeste de Malasia, Indonesia y Singapur. Es una especie ovípara. Es miembro del género Draco, cuyas especies tienen la capacidad de planear gracias a unas extensiones de la piel entre sus patas delanteras y su cuerpo.